# BTX (química)
BTX en química, es una mezcla de benceno, tolueno y las 3 formas de xilenos derivado del petróleo, específicamente del alquitrán de hulla.

El aceite ligero que se separa por destilación del alquitrán de hulla a 180 °C, contiene la mayor parte de los BTX.
Esta mezcla tiene una gran importancia comercial, por los tres productos de los que está compuesta, utilizándose para múltiples usos; sin embargo, es una sustancia muy tóxica por el efecto aditivo del benceno mezclado con el tolueno y el xileno, que afecta en gran medida a los trabajadores que están expuestos a esta mezcla por inhalación. Existe evidencia de su almacenamiento en la médula ósea.